# Stazione di Rimini Torre Pedrera
La stazione di Rimini Torre Pedrera è una fermata ferroviaria posta sulla linea Ferrara-Rimini, a servizio di Torre Pedrera, frazione di Rimini.

## Storia
La fermata fu attivata nel 1911 come "fermata balneare" e servizio limitato alla stagione estiva. Successivamente fu tramutata in fermata ordinaria, utilizzata durante tutto l'anno.

## Movimento
La stazione è servita da treni regionali svolti da Trenitalia Tper nell'ambito del contratto di servizio stipulato con la regione Emilia-Romagna.
A novembre 2019, la stazione risultava frequentata da un traffico giornaliero medio di circa 65 persone (28 saliti + 37 discesi).

## Servizi
Rispetto ai servizi offerti RFI classifica la stazione nella categoria bronze.